# Faraon
Faraon je bil naziv za vladarja (kralja) v starem Egiptu. Vladal je vsemu ljudstvu, bil je najvišji svečenik, vojskovodja, urednik.
Faraon je v sebi združeval zakonodajno, sodno in izvršno oblast, poleg tega pa je bil tudi poosebitev boga. Bil je lastnik vse zemlje v državi.
Njegov naslednik je bil njegov najstarejši sin, kar pa je včasih pomenilo, da je prestol zasedel otrok. Primer otroka z najvišjo oblastjo v državi je bil Tutankamon. Pogosto so se ženili v ožjih družinskih krogih (tudi brat in sestra), faraon pa je imel lahko tudi več žena.